# Valle de Qinngua
El valle de Qinngua se encuentra en el extremo sur de Groenlandia. También es conocido como Qinnquadalen, Kanginsap Qinngua y Paradisdalen. Se halla aproximadamente a 15 kilómetros de la población más cercana, Tasiusaq, en el municipio de Kujalleq. El valle es conocido por poseer el único bosque natural de Groenlandia, que tiene unos 15 kilómetros de longitud de norte a del sur y termina en el lago Tasersuag, que drena en el fiordo de Tasermiut. Las montañas se alzan hasta unos 1500 metros a ambos lados de este estrecho valle.

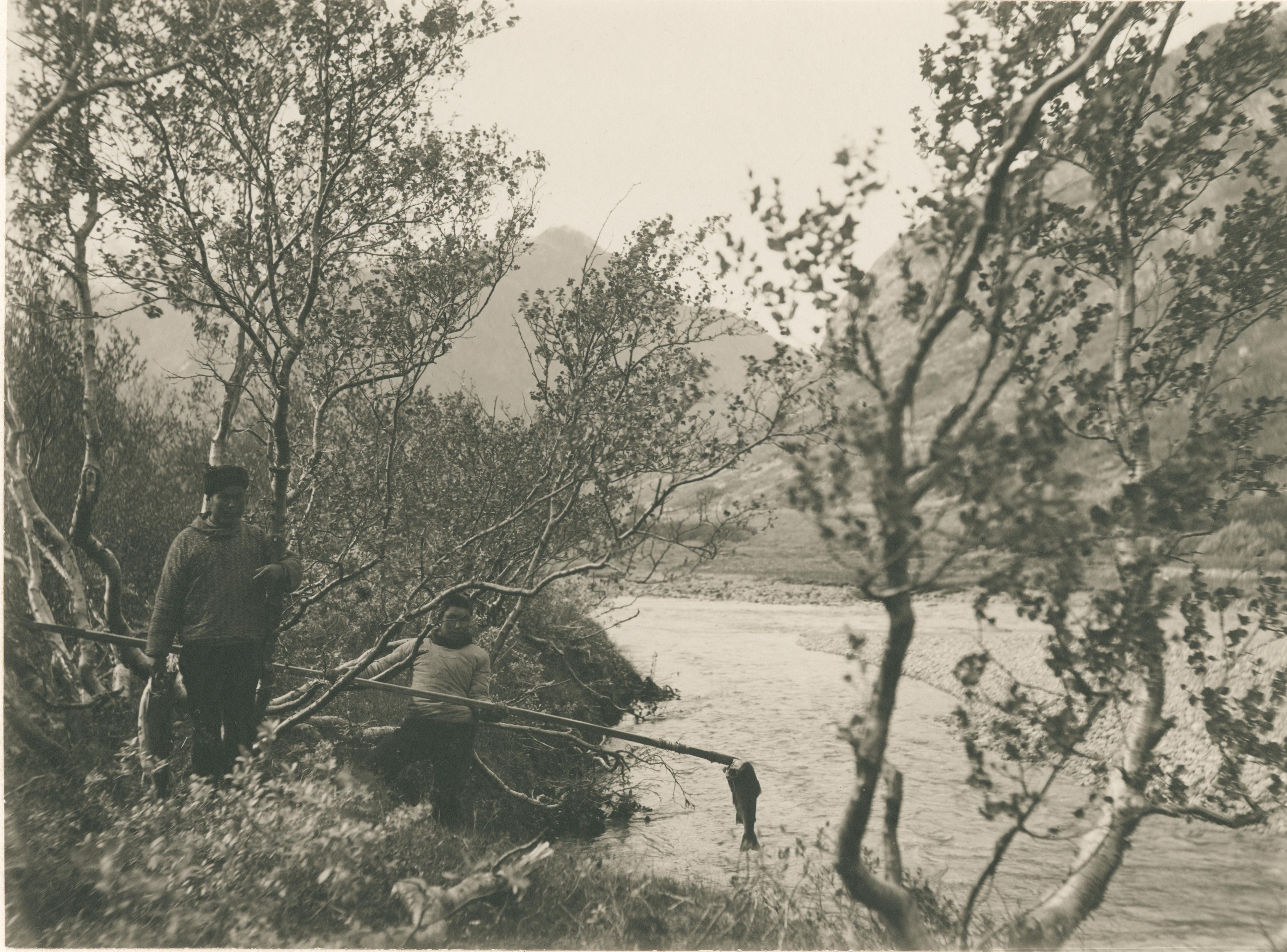
Árboles en el valle de Qinngua en 1900

El valle está situado a unos 50 kilómetros del mar y está protegido de los vientos fríos que recorren los glaciares de interior de Groenlandia. En el valle crecen  unas 300 especies de plantas. El bosque en el valle de Qinngua está formado por un matorral  dominado por abedules (Betula pubescens) y sauces de hoja gris (Salix glauca), que crecen hasta 7-8 metros. Un tipo de serbal de Groenlandia (Sorbus groenlandica), que es normalmente un arbusto, crece hasta la altura de los árboles. En el valle también se encuentra el aliso verde (Alnus crispa).
Es posible que hayan existido otros bosques de este tipo en Groenlandia pero fueran talados por los primeros pobladores para leña o para la construcción de viviendas. El valle fue declarado área natural protegida en 1930.
A pesar de que casi toda la Groenlandia libre de hielo tiene un clima de tundra ártico (ET en la clasificación climática de Köppen), Qinngua podría considerarse un clima subártico.